# Voleybol 2. Ligi 2015-2016 (maschile)
La Voleybol 2. Ligi 2015-2016 si è svolta dal 2015 al 2016: al torneo hanno partecipato ventotto squadre di club turche e la vittoria finale è andata all'Afyon.

## Regolamento

### Formula
È prevista una regular season in cui le ventotto formazioni iscritte al torneo gareggiano in due gironi da quattordici squadre ciascuno, disputando gare di andata e ritorno per un totale di ventisei incontri:
- Le ultime due classificate di ciascun girone retrocedono direttamente in Voleybol 1. Ligi;
- Le prime quattro classificate dei due gironi accedono alle semifinali dei play-off promozione, dove vengono nuovamente divise in due gruppi, questa volta da quattro squadre ciascuno, disputando un round-robin;
- Le prime due classificate alle semifinali dei play-off promozione accedono alla finale dei play-off promozione, che le vede protagoniste di un nuovo round-robin, concluso il quale le prime due classificate sono promosse in Efeler Ligi.

## Torneo

### Regular season

#### Girone A - Classifica
| Pos. | Squadra              | Pt | G  | V  | P  | SV | SP | Ratio | PF   | PS   | Ratio  |
| ---- | -------------------- | -- | -- | -- | -- | -- | -- | ----- | ---- | ---- | ------ |
| 1.   | Adana Toros          | 70 | 25 | 23 | 2  | 72 | 10 | 7.200 | 2008 | 1510 | 1.329  |
| 2.   | Afyon                | 64 | 25 | 21 | 4  | 67 | 19 | 3.526 | 2080 | 1719 | 1.210  |
| 3.   | Düzce                | 44 | 25 | 15 | 10 | 55 | 43 | 1.279 | 2223 | 2150 | 1.034  |
| 4.   | TFL Altekma          | 44 | 25 | 14 | 11 | 51 | 43 | 1.186 | 2107 | 2068 | 1.018  |
| 5.   | Tofaş                | 43 | 25 | 15 | 10 | 55 | 48 | 1.146 | 2248 | 2186 | 1.028  |
| 6.   | Isparta              | 39 | 25 | 14 | 11 | 50 | 47 | 1.064 | 2111 | 2112 | 0.999  |
| 7.   | Okyanus Koleji       | 36 | 25 | 12 | 13 | 48 | 48 | 1.000 | 2129 | 2125 | 1.0019 |
| 8.   | Seydişehir           | 35 | 25 | 13 | 12 | 50 | 55 | 0.909 | 2297 | 2380 | 0.965  |
| 9.   | PTT                  | 29 | 25 | 8  | 17 | 42 | 57 | 0.737 | 2115 | 2212 | 0.956  |
| 10.  | Anadolu Üniversitesi | 28 | 25 | 11 | 14 | 41 | 57 | 0.719 | 2002 | 2193 | 0.912  |
| 11.  | Konya BB             | 26 | 25 | 9  | 16 | 33 | 56 | 0.589 | 1886 | 2071 | 0.910  |
| 12.  | İstanbul BB          | 25 | 25 | 7  | 18 | 36 | 56 | 0.643 | 1959 | 2034 | 0.963  |
| 13.  | Kula                 | 21 | 25 | 7  | 18 | 32 | 62 | 0.516 | 2044 | 2202 | 0.928  |
| 14.  | Maliye Okulu         | 3  | 13 | 0  | 13 | 8  | 39 | 0.205 | 861  | 1108 | 0.777  |

| Qualificate ai play-off promozione | Retrocesse in Voleybol 2. Ligi |

#### Girone B - Classifica
| Pos. | Squadra          | Pt                      | G                       | V                       | P                       | SV                      | SP                      | Ratio                   | PF                      | PS                      | Ratio                   |
| ---- | ---------------- | ----------------------- | ----------------------- | ----------------------- | ----------------------- | ----------------------- | ----------------------- | ----------------------- | ----------------------- | ----------------------- | ----------------------- |
| 1.   | Trabzonspor      | 61                      | 24                      | 20                      | 4                       | 66                      | 18                      | 3.667                   | 2005                    | 1629                    | 1.230                   |
| 2.   | Gümüşhane Torul  | 59                      | 24                      | 20                      | 4                       | 64                      | 22                      | 2.909                   | 2048                    | 1690                    | 1.211                   |
| 3.   | Hatay BB         | 57                      | 24                      | 20                      | 4                       | 63                      | 23                      | 2.739                   | 2050                    | 1691                    | 1.212                   |
| 4.   | Payas            | 55                      | 24                      | 19                      | 5                       | 62                      | 26                      | 2.385                   | 2064                    | 1683                    | 1.226                   |
| 5.   | Palandöken       | 55                      | 24                      | 19                      | 5                       | 63                      | 27                      | 2.333                   | 2075                    | 1745                    | 1.188                   |
| 6.   | Niksar           | 44                      | 24                      | 14                      | 10                      | 53                      | 36                      | 1.472                   | 2000                    | 1885                    | 1.061                   |
| 7.   | Solhan           | 31                      | 24                      | 10                      | 14                      | 38                      | 51                      | 0.745                   | 1924                    | 1961                    | 0.981                   |
| 8.   | Melikgazi        | 31                      | 24                      | 9                       | 15                      | 43                      | 50                      | 0.860                   | 1952                    | 2023                    | 0.964                   |
| 9.   | Kahramanmaraş BB | 29                      | 24                      | 10                      | 14                      | 35                      | 50                      | 0.700                   | 1828                    | 1898                    | 0.963                   |
| 10.  | Genç Kafkars     | 20                      | 24                      | 7                       | 17                      | 30                      | 60                      | 0.500                   | 1824                    | 2064                    | 0.883                   |
| 11.  | Malatya BB       | 15                      | 24                      | 5                       | 19                      | 22                      | 61                      | 0.361                   | 1580                    | 1981                    | 0.797                   |
| 12.  | TVF Spor Lisesi  | 6                       | 24                      | 2                       | 22                      | 13                      | 68                      | 0.191                   | 1542                    | 1963                    | 0.785                   |
| 13.  | Erciş Şeker      | 5                       | 24                      | 1                       | 23                      | 9                       | 69                      | 0.130                   | 1167                    | 1846                    | 0.632                   |
| 14.  | Çankırı          | Ritirata dal campionato | Ritirata dal campionato | Ritirata dal campionato | Ritirata dal campionato | Ritirata dal campionato | Ritirata dal campionato | Ritirata dal campionato | Ritirata dal campionato | Ritirata dal campionato | Ritirata dal campionato |

| Qualificate ai play-off promozione | Retrocesse in Voleybol 2. Ligi |

### Play-off promozione

#### Semifinali

##### Gruppo 1 - Classifica
| Pos. | Squadra         | Pt | G | V | P | SV | SP | Ratio | PF  | PS  | Ratio |
| ---- | --------------- | -- | - | - | - | -- | -- | ----- | --- | --- | ----- |
| 1.   | Adana Toros     | 9  | 3 | 3 | 0 | 9  | 0  | MAX   | 228 | 184 | 1.239 |
| 2.   | Gümüşhane Torul | 6  | 3 | 2 | 1 | 6  | 3  | 2.000 | 213 | 187 | 1.139 |
| 3.   | Hatay BB        | 3  | 3 | 1 | 2 | 3  | 6  | 0.500 | 199 | 209 | 0.952 |
| 4.   | TFL Altekma     | 0  | 3 | 0 | 3 | 0  | 9  | MIN   | 168 | 228 | 0.736 |

| Qualificate in finale ai play-off promozione |

##### Gruppo 2 - Classifica
| Pos. | Squadra     | Pt | G | V | P | SV | SP | Ratio | PF  | PS  | Ratio |
| ---- | ----------- | -- | - | - | - | -- | -- | ----- | --- | --- | ----- |
| 1.   | Afyon       | 9  | 3 | 3 | 0 | 9  | 0  | MAX   | 225 | 172 | 1.308 |
| 2.   | Düzce       | 4  | 3 | 1 | 2 | 5  | 7  | 0.714 | 258 | 267 | 0.966 |
| 3.   | Payas       | 3  | 3 | 1 | 2 | 4  | 6  | 0.667 | 213 | 238 | 0.895 |
| 4.   | Trabzonspor | 2  | 3 | 1 | 2 | 3  | 8  | 0.375 | 235 | 254 | 0.925 |

| Qualificate in finale ai play-off promozione |

#### Finale

##### Classifica
| Pos. | Squadra         | Pt | G | V | P | SV | SP | Ratio | PF  | PS  | Ratio |
| ---- | --------------- | -- | - | - | - | -- | -- | ----- | --- | --- | ----- |
| 1.   | Afyon           | 9  | 3 | 3 | 0 | 9  | 2  | 4.500 | 269 | 216 | 1.245 |
| 2.   | Adana Toros     | 6  | 3 | 2 | 1 | 7  | 4  | 1.750 | 261 | 242 | 1.078 |
| 3.   | Gümüşhane Torul | 3  | 3 | 1 | 2 | 5  | 7  | 0.714 | 270 | 268 | 1.007 |
| 4.   | Düzce           | 1  | 3 | 0 | 3 | 1  | 9  | 0.111 | 176 | 250 | 0.704 |

| Promosse in Efeler Ligi |